# Лайош Тіхі
Лайош Тіхі (угор. Tichy Lajos, нар. 21 березня 1935, Будапешт — пом. 6 січня 1999, Будапешт) — угорський футболіст, що грав на позиції нападника. По завершенні ігрової кар'єри — тренер.
Виступав, зокрема, за клуб «Гонвед», а також національну збірну Угорщини.
Дворазовий чемпіон Угорщини. Володар Кубка Мітропи. Чемпіон Угорщини (як тренер).

## Клубна кар'єра
У дорослому футболі дебютував 1953 року виступами за команду клубу «Гонвед», кольори якої і захищав протягом усієї своєї кар'єри гравця, що тривала цілих дев'ятнадцять років.  У складі «Гонведа» був одним з головних бомбардирів команди, маючи середню результативність на рівні 0,77 голу за гру першості. За цей час двічі виборював титул чемпіона Угорщини, ставав володарем Кубка Мітропи.
П'ять разів ставав найкращим бомбардиром угорської футбольної першості, а 1959 року нападника було визнано Футболістом року в Угорщині.

## Виступи за збірну
У 1955 році дебютував в офіційних матчах у складі національної збірної Угорщини. Протягом кар'єри у національній команді, яка тривала 17 років, провів у формі головної команди країни 72 матчі, забивши 51 гол.
У складі збірної був учасником чемпіонату світу 1958 року у Швеції, чемпіонату світу 1962 року у Чилі, чемпіонату Європи 1964 року в Іспанії, на якому команда здобула бронзові нагороди, чемпіонату світу 1966 року в Англії.

## Кар'єра тренера
Розпочав тренерську кар'єру, повернувшись до футболу після невеликої перерви, 1976 року, очоливши тренерський штаб клубу «Гонвед». Досвід тренерської роботи обмежився цим клубом.
Помер 6 січня 1999 року на 64-му році життя у місті Будапешт.

## Титули і досягнення

### Як гравця
- Чемпіон Угорщини (2):

«Гонвед»: 1954, 1955
- Володар Кубка Мітропи (1):

«Гонвед»: 1959
- Найкращий бомбардир Чемпіонату Угорщини (5):

«Гонвед»: 1959, 1961, 1962, 1963 (о), 1964
- Чемпіон Європи (U-18): 1953

### Як тренера
- Чемпіон Угорщини (1):

«Гонвед»: 1979-1980